# Железная дорога Павловск — Великий Новгород
Железная дорога Павловск — Великий Новгород — однопутная частично электрифицированная железнодорожная линия, относящаяся ныне к Санкт-Петербургскому отделению Октябрьской железной дороги. Вместе с линией Петербург — Павловск кратчайшим путём соединяет Санкт-Петербург с Великим Новгородом, однако максимальный пассажиропоток по этой линии наблюдается на участках Санкт-Петербург — Новолисино и Великий Новгород — Рогавка, а сквозной практически отсутствует.

## История
Несмотря на грандиозные темпы строительства железных дорог в пореформенной России, их количество, в особенности соотнесённое к огромным территориям страны, к Первой Мировой войне оставалось недостаточным. Уже в военное время пришлось срочно строить новые железные дороги, как стратегического, так и коммерческого назначения, необходимые для функционирования тыла в чрезвычайных условиях войны.
В 1916 году акционерное «Общество Московско-Виндаво-Рыбинской железной дороги» по настоянию военного ведомства приступило к строительству магистрали Петроград — Орёл, призванную разгрузить Николаевскую железную дорогу и удешевить снабжение столицы империи углём и хлебом из южных районов страны. Предполагалось также строительство магистрали Валдай — Луга — Нарва, чтобы обеспечить железнодорожную связь Верхневолжского региона с прибалтийскими портами. Обе железные дороги пересекались бы в Новгороде. Железные дороги связали бы древний город с Верхней Волгой, Черноземьем, Петроградом, Балтикой. Через Смоленск образовывался выход на магистраль Москва-Брест-Варшава.
Строительство шло трудно. Генеральный штаб настаивал на первоочередном строительстве линии Новгород — Луга, как части железнодорожного коридора Званка — Псков для обхода Петроградского железнодорожного узла и снабжения Чудских оборонительных позиций (введена в эксплуатацию осенью 1917 года). Тем не менее к началу 1918 года магистраль Орёл — Петроград на головном участке Павловск — Новгород находилась в высокой степени готовности, было начато сооружение путепровода в Новолисино (для разноуровневого пересечения с железной дорогой Гатчина — Мга) и моста через Волхов. Для моста через Волхов были сооружены быки (сохранившиеся и поныне). Работы по укладке земляного полотна велись уже южнее Новгорода. В связи с начавшейся Гражданской войной строительство было остановлено. От планировавшейся железнодорожной линии Валдай — Крестцы — Новгород — Батецкая — Луга — Нарва были сооружены: небольшой участок Валдай — Крестцы, который в настоящее время заброшен, не используется и разрушается и участок Новгород — Луга.
К проекту вернулись в середине 1920-х годов, когда прибалтийские порты оказались за границей и резко возросла роль Ленинградского порта в экспортных поставках. Однако дальше достройки головного участка Павловск — Новгород планировавшейся когда-то железной дороги Петроград — Орёл дело не пошло. Долгое время по дороге курсировал лишь один пассажирский поезд.
В августе — сентябре 1941 года железная дорога на всём протяжении была захвачена немецкими войсками, но во время оккупации не эксплуатировалась. В 1970-е годы, в связи с возросшими объемами вывоза с Тёсовских торфоразработок линия был капитально отремонтирована.
Новый импульс к развитию был дан с появлением крупных садоводческих товариществ. В 1972 году был электрифицирован участок Павловск — Новолисино, в 80-е годы были начаты работы по дальнейшей электрификации в сторону Новгорода. Кроме того, для доставки рабочих на Новгородский комбинат «Азот» был электрифицирован (с обустройством высоких платформ) участок Новгород — Вяжище (станция). Однако переориентация пассажиров на автобусы и личный автотранспорт привела к тому, что на участке до Радофинникова работы так и не были завершены, а на участке до Вяжища электрификация была снята в 1993 году.

## Современное состояние
В настоящее время железная дорога Павловск — Великий Новгород на большем своём протяжении остается типичной малодеятельной линией РЖД. Грузовое движение практически отсутствует, пассажирское движение в приемлемых объёмах сохраняется на участке Павловск — Новолисино, на участке Новолисино — Великий Новгород движение представлено тремя парами пригородных поездов в день. Скорость движения очень низкая и пассажиры для поездок между двумя городами предпочитают электрички с Московского вокзала, в том числе и экспрессы «Ласточка». Тем не менее, определённое количество садоводов и грибников из Санкт-Петербурга и Великого Новгорода продолжают пользоваться этой линией. Крупнейшие массивы садовых участков находятся южнее станции Радофинниково. 
Зимой 2012—2013 годов была произведена модернизация линии на участке Предузловая-Павловская — Рогавка с укладкой железобетонных шпал. Во время производства работ пассажирское движение на указанном участке не осуществлялось. Следующей зимой была начата модернизация участка от Рогавки до Радофинниково. В зимний период 2013—2014 годов движение сохранялось только в сторону Санкт-Петербурга.
В зимнее расписание 2018—2019 гг. по этой линии был организован скорый поезд № 80 Калининград — Санкт-Петербург (в нечётном направлении он идёт через Тосно — Чудово). Промежуточных остановок этот поезд не делает. С этого же периода были добавлены рейсы рельсового автобуса «РА1» по маршруту Великий Новгород — Рогавка. Но поскольку число сквозных поездов по этой дороге уменьшилось, общее количество пар осталось прежним.

## Станции дороги при открытии[5]
- Павловск II
- Новолисино
- Лустовка
- Кастенская
- Водокачка 84 верста
- Родофинниково
- Огорелье
- Рогавка
- 118 верста
- 128 верста
- пл. Болотная (145 км)
- пл. Татино
- Новгород